# Dragon Ball Xenoverse 2
Dragon Ball Xenoverse 2 (ドラゴンボールゼノバース2 Doragon Bōru Zenobāsu Tsū) је акциона игра улога и борбена игра развијена од стране Dimps а објављен од стране Bandai Namco Entertainment базирана на франшизи Змајева кугла, и наставак игре из 2015 Dragon Ball Xenoverse. Објављена је 25. октобра 2016. за Плејстејшн 4 и Иксбок Један, а 27. октобра за Мајкрософт Виндовс. У Јапану, Dragon Ball Xenoverse 2 у почетку је био доступан само на Плејстејшн 4. Игра је објављена за Нинтендо Свич у Јапану 7. септембра 2017. године, а касније је објављена широм света 22. септембра 2017. Игра је објављена на Стадији 17. децембра 2019.
Према Bandai Namco-у, игра је продата у преко 9 милиона примерака широм света.

## Играње
Игра је веома слична својој претходници у смислу играња. Првенствено је смештен у 3Д борбене арене по узору на значајне локације у универзуму Змајеве кугле, при чему је централно средиште проширена верзија Токи-Токи Ситија, познатог као Контон Цити. Како су известили креатори игре, Контон Сити је седам пута већи од Токи-Токи Ситија.  Играчи могу слободно да прелазе свет чворишта, а у неким областима су способни да лете када откључају способност летења. Играчи такође могу да путују на друге локације као што су Намекијанско село и Фризин брод. Као иу претходним играма, неке вештине се морају научити кроз мајсторе и друге ликове који нису играчи, од којих се неки налазе искључиво у тим додатним областима. Xenoverse 2 је четврта Dragon Ball видео игра која садржи прилагођавање карактера и омогућава играчима да бирају између пет раса: људи, Сајонци, Маџини, Намекијанци и Фризина раса, свака са различитим предностима и слабостима.
Игра такође садржи задатке специфичне за расу, мини игре и трансформације (од којих је последња била доступна само Сајонцима у првој игри преко Супер Сајонског образаца). Играчи такође имају много већу улогу у причи, јер њихови избори могу утицати на то како се прича одвија. Сервери за више играча држе до 3.000 играча одједном. Игра такође има режим обуке који се зове Школа за обуку. Играч може да користи различите врсте ки експлозија (Снага, Повратак, Налет, Парализа и Бомба), а тип ки експлозије зависи од расе играча или Супер Сола. Поред тога, играчи могу да пренесу своје сачуване податке са Dragon Ball Xenoverse. Ово резултира пројекцијом прилагођеног карактера играча из претходне игре која се појављује као "Херој" Токи Токи Ситија у средини квадрата. Играчи такође могу да изаберу унапред припремљен аватар који ће служити као „Херој“ ако не пренесу сачуване податке.

## Заплет
Две године након догађаја Dragon Ball Xenoverse, протагониста добија мисију од старешине Каија, која укључује исправљање историје након што се променила. Они упознају Врховног Каија времена, божанство које посматра време, и њену птицу, ТокиТоки. Након што су упознали старешину Каија, добијају своју прву мисију, а то је да исправе Гокуову битку са Радисом након што је он побољшан мрачном магијом. У међувремену, Това и Мира, који су изазвали промену историје, окупили су савезнике из различитих делова временске линије.
Током Саге о Нападу Сајонаца, Турлес покушава да пресретне Гокуа како би га спречио да помогне З борцима против Напе и Вегете, да би га спречиле комбиноване снаге Патролера времена и Гокуа. Током битке, Транкс и његов партнер, протагониста из прве Dragon Ball Xenoverse игре, покушавају да ухвате Турлеса, али он побегне пре него што га Патролер времена заустави. Протагониста се затим враћа у Временско гнездо након што је победио великог мајмуна Напу и великог мајмуна Вегету и исправио историју. Тамо се упознају са Транксом и његовом партнерком, а објављено је да ТокиТоки полаже јаје које рађа други универзум. Током Саге Намек, Патролер времена помаже Гохану и Крилину да побегну од Додорије и Зарбона. После битке, Патролар времена се враћа у Временско гнездо само да би сазнао да је капетан Гињу заменио тела са Вегетом. Патролар времена и Транкс покушавају да поправе ово, али притом Гињу мења тела са Транксовима. После несреће, Гињу коначно мења тела са Гокуом. Након борбе са Гињу запоседнутим Гокуом, Гињу се враћа у своје тело и покушава да замени тела са Патролером времена, али Гоку баца намекијанску жабу у зраку, због чега Гињу мења тела са жабом. Патролер времена тада мора да помогне Нејлу да се бори са Фризом како би Гохан и Крилин добили Змајеве кугле, због чега Трункс интервенише и помаже Гохану и временском патролеру. Током Гокуове борбе са Фризом, Кулер, Фризин брат, стиже да помогне Фризи да убије Гокуа, али га на крају поразе Патролер времена и Гоку. У ери Андроида, Транкс покушава да помогне Гохану да победи Андроиде једном заувек, али га зауставља Патролер времена. Транкс мора да се одмори од временског патролирања. Патролер времена затим путује у еру Маџин Буа да поправи дисторзију у којој се Маџин Вегета жртвовао да би победио Маџин Буа. Броли стиже и покушава да убије Гокуа, Вегету и Буа, али га зауставља Патролер времена. Вегета се жртвује да би уништио Маџин Буа, враћајући садашњи ток историје. Патролер времена затим одлази на временску линију где Гоку и Вегета побеђују Кид Буа. Патролер времена јури за њим и телепортује се у еру у којој се Бирус и Гоку боре. Патролер времена побеђује Сајонца, разбијајући му маску и откривајући да је Бардок. Мира стиже и улази у битку са Патролером времена. Бирус прекида битку са намером да уништи Миру, Гокуа, Патролера времена и Земљу. Убрзо након тога, Патролер времена путује у сагу о Златном Фризи, у којој је Фриза оживео и жели да се освети Гокуу. Током битке, Кулер се поново појављује. Това упада у Временско гнездо и превари Бируса и Виса да напусте битку, што омогућава Фризи да уништи планету. Вис је у стању да премота време, а Патролер времена, заједно са Гокуом и Вегетом, убија Кулера и Фризу. У основној игри постоји преко 80 ликова.

## Развој
Bandai Namco Entertainment је првобитно најавио игру 16. маја 2016. као нови „Змајева кугла пројекат“, а најављен је 17. маја 2016. Портпарол Bandai Namco-а потврдио је да ће игра бити објављена на Плејстејшн 4 у Јапану и за Плејстејшн 4, Иксбок Један и Виндовс у Северној Америци и Европи. Bandai Namco је на Е3 2016 најавио да ће игра радити брзином од 60 кадрова у секунди на све три платформе, да ће имати град који је седам пута већи од свог претходника, а такође ће имати и нови транспортни систем.
Отворену и затворену бета верзију за Xenoverse 2 објавио је Bandai Namco у августу 2016. И отворена и затворена бета верзија су биле доступне искључиво на Плејстејшн 4. Затворена бета је почела 8. октобра, а завршила се 10. октобра, а отворена бета је почела 14. октобра, а завршила се 17. октобра
Колекционарско издање игре укључује диск са игром, ЦД са звучном подлогом, кутију за колекционаре, ексклузивну челичну кутију, уметничку књигу Time Patroller's Guide (укључујући ексклузивну мангу коју је Тојотароу илустровао на основу игре), и статуу Супер Сајонског Гокуа. Доступан је за Иксбокс Оне и Плејстејшн 4.
Порт за Нинтендо Свич је најављен 12. јануара 2017. у видео снимку „Software Line-Up“ на Нинтендо Свичу.
Дана 20. марта 2019. објављена је бесплатна „Лајт верзија“ за ПС4 и Иксбок Један са подскупом садржаја целе игре и ограничењем нижег нивоа.
Порт за Стадија је откривен 17. децембра 2019. на „Блогу заједнице Стадиа“ од стране званичног Стадиа тима и објављен три сата касније.